# Jakob Engel

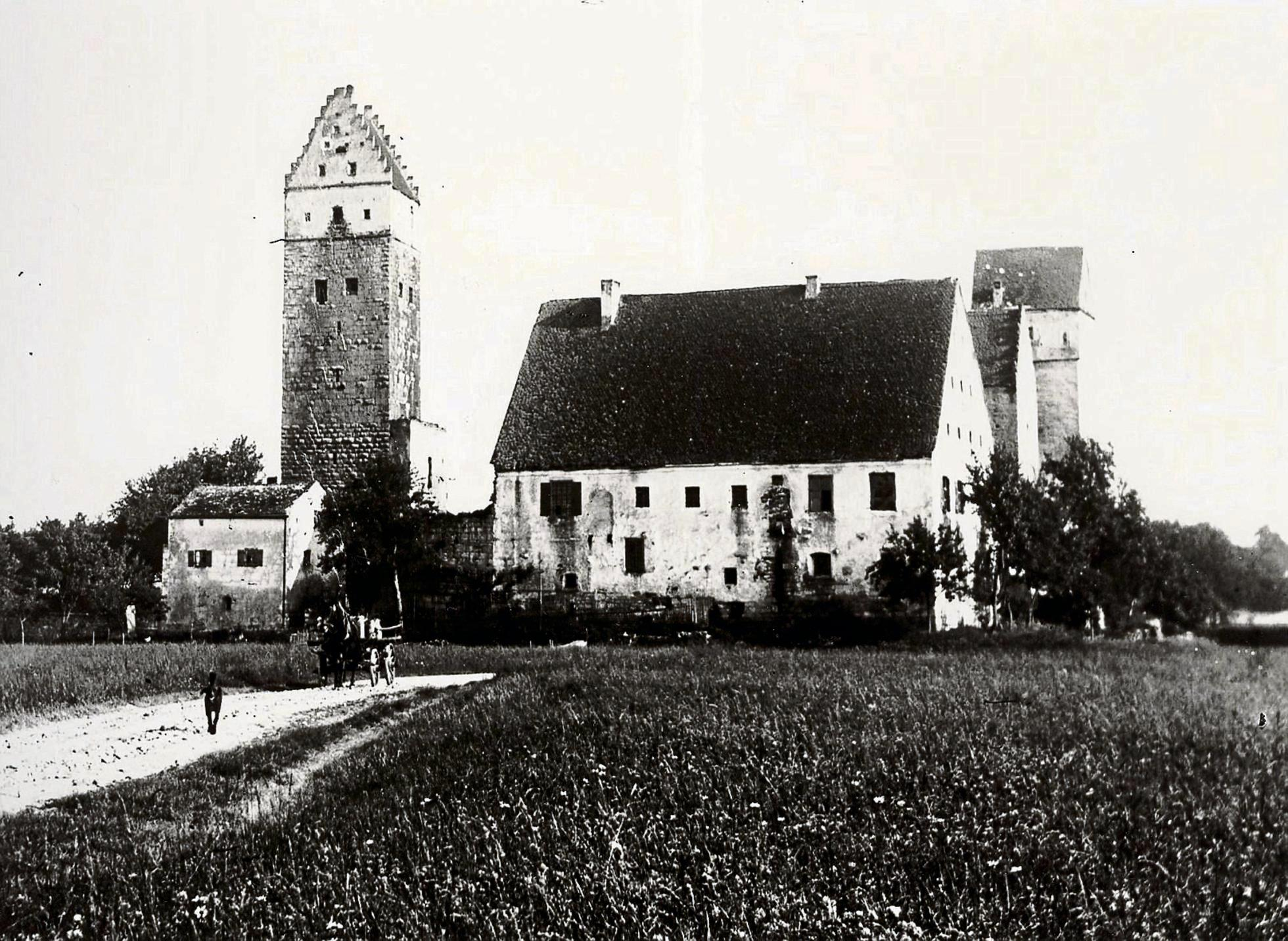
Burg Nassenfels

Jakob Engel (auch: Jacomo Angelini), getauft als Giacomo Angelini (* 15. September 1632 in Monticello di San Vittore; † 30. November 1714 in Eichstätt) war ein Graubündner Barockbaumeister, der insbesondere die bischöfliche Stadt Eichstätt als „Barockjuwel“ prägte.

## Leben und Wirken
Er bzw. seine Familie stammte aus dem Misox-Tal in Graubünden. Seine Eltern waren Domenico und Angelica Angelini. 1661, vielleicht schon 1659, kam er als Maurermeister nach Eichstätt, wo er als „Schanzmeister“ zumindest teilweise den Bau der Bastionen der Willibaldsburg als dringlichste Baumaßnahme in der kriegerischen Zeit leitete. Anschließend erhielt er Aufträge zur Errichtung offizieller Gebäude in der Residenzstadt und war seit 1688 „Hochfürstlicher Bau- und Maurermeister“ des Eichstätter Fürstbischofs. Zusammen mit dem späteren Graubündner Baumeister Gabriel de Gabrieli prägte er wesentlich das barocke Bild der Stadt Eichstätt, strahlte aber auch in die nähere und weitere Region aus. Um die Jahrhundertwende erhielt er seinen größten Bauauftrag, den Neubau der fürstbischöflichen Stadtresidenz (heute Landratsamt). Charakteristisch sind für seine Bauten die Eckerker, polygonal oder viereckig ausgeführt, oft mit Kuppel- oder Zwiebelhelm versehen. Die Gebäude sind zumeist in der Horizontalen durch Bänderungen nahezu starr betont; bei den Fenstern wechseln sich Dreieck- und Segmentgiebel ab. Während er in Eichstätt mit der Spitalkirche nur einen einzigen Sakralraum schuf, hat er in der Umgebung viele Kirchen selber errichtet, oder sie sind nach seinen Plänen gebaut bzw. umgebaut worden.
Jakob Engel, der nie Eichstätter Bürger wurde, sondern immer Angehöriger des fürstbischöflichen Hofes blieb, heiratete am 10. November 1671 in Eichstätt Anna, Tochter des Augsburger Boten Johann Jakob Mayr. Nach deren frühen Tod am 3. April 1685 heiratete er ein weiteres Mal, und zwar am 10. Juni 1686 Walburga, Witwe des Hofrats Johann Baptist Heugel, die einen Kramerladen betrieb. Aus dieser Ehe ging Jakob Engels einziges Kind, eine Tochter Anna Maria Angelika, hervor; Patin war die Frau des Eichstätter Bildhauers Christian Handschuher, Barbara. Auch Walburga starb lange vor ihm, und zwar am 25. Mai 1701.
Teilweise arbeitete er auch mit seinem Bruder Karl Engel zusammen. In Eichstätt nahm er mehrmals den Maurermeister Hans Schönauer (* 1660; † 1727) in Lohn.

## Bauwerke

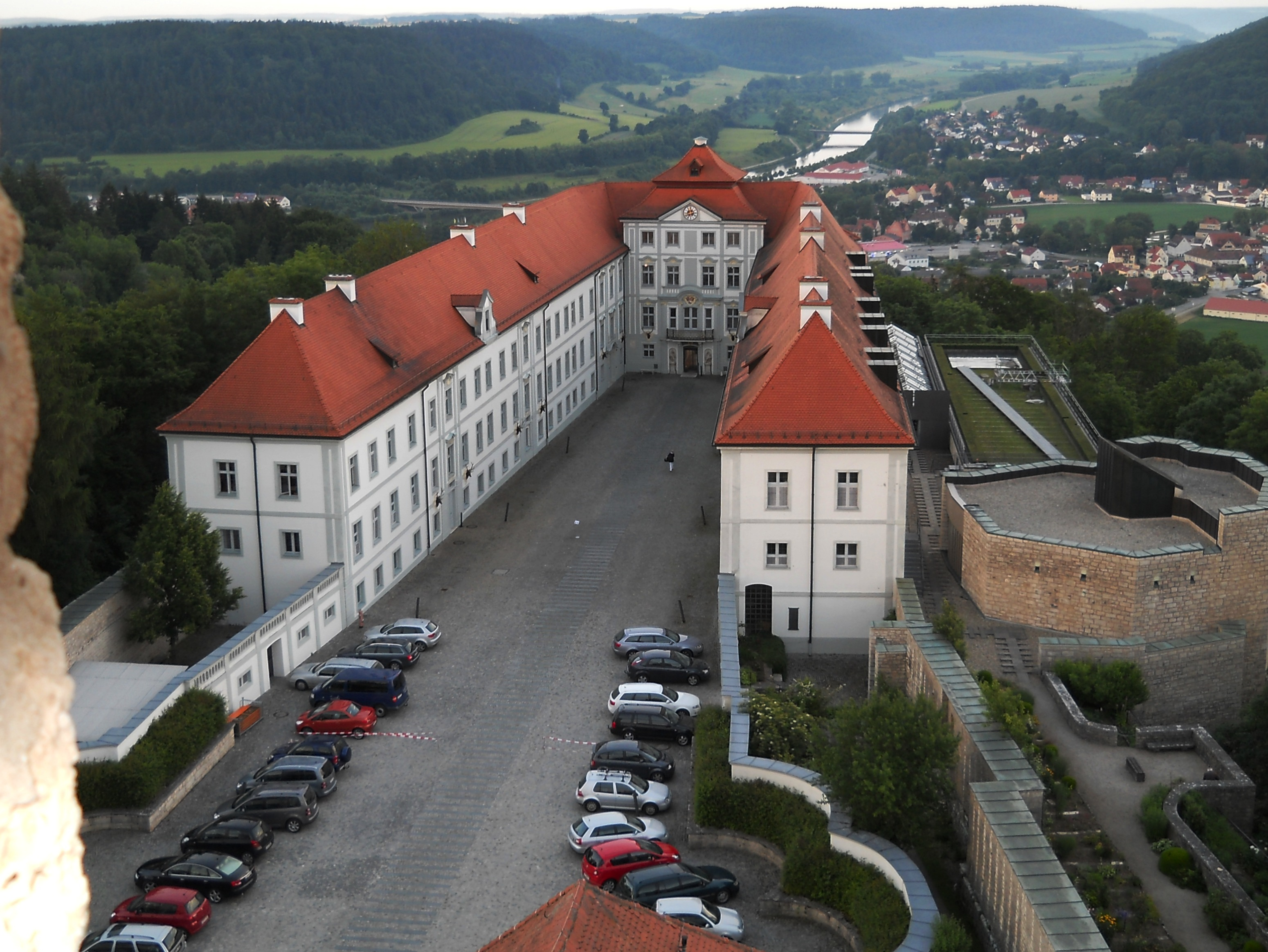
Schloss Hirschberg, Osttrakt (Mitte) und Nordflügel (links) von Jakob Engel

- um 1665: Eichstätt, Willibaldsburg, Bastionen, Bauleitung wohl in Engels Händen
- 1668: Obereichstätt, Einbauten im Pfarrhof
- 1669/1670: Obermässing, Fürstbischöfliches Schloss (heute Ruine), Plan und Bauleitung
- nach 1670: Fürstbischöfliches Jagdschloss Hirschberg, Erweiterung des Saalbaus (Osttrakt), Nordflügel, Eckerker
- 1672: Eichstätt, Dompropstei (jetzt Bischöfliches Ordinariat), barocker zweiflügeliger Eckbau mit polygonalem Eckerker
- 1675: Eichstätt, Domherrenhof Speth (jetzt Gasthaus "Krone"), geschlossene Vierflügelanlage, zum Domplatz dreigeschossiger Giebelbau mit Eckerker und traufseitigem Flügel, wohl von Jakob Engel
- 1677/1678: Mörnsheim, Pfarrhof
- 1677–1685: Abenberg, Klosterkirche St. Peter sowie Kloster der Augustiner-Chorfrauen, nach Brand neu errichtet über Resten des 15. Jahrhunderts
- 1678: Beilngries, Fürstbischöfliches Bräuhaus, Hauptgebäude, stattlicher Steilgiebelbau, Giebel fünfgeschossig, rückwärts mit Aufzugsluken, Eckerker, wohl von Jakob Engel
- 1679: Arlesheim, Pläne für Dom und Domherrenhaus (Zuweisung des Domes unsicher)
- Eichstätt, Walburgistiege, Freitreppe zur Kloster- und Wallfahrtskirche St. Walburg, undatiert
- um 1680: Gempfing, Pfarrkirche St. Veit, Hochaltar
- Pläne für den Umbau der Kirche von Ornbau, 1680/81 umgesetzt von seinem Bruder Karl Engel
- 1680–1685: Eichstätt, Marktgasse 9, Wohnhaus, Eckbau mit Eckerkern
- 1680: (Nicht umgesetzte) Risse für den Neubau des Schlosses Oettingen-Spielberg
- 1681: Sappenfeld, Filialkirche, Turm
- 1681–1683: Bettbrunn, Wallfahrtskirche St. Salvator, oktogonaler Turmaufbau und Kuppel
- 1683/1684: Rupertsbuch, Pfarrkirche, Erneuerung
- 1684/1685: Berching, Kath. Stadtpfarrkirche Mariä Himmelfahrt, Umbauplan
- 1685: Buxheim, Pfarrkirche St. Michael, Erhöhung des Kirchturms vermutlich nach Plänen Engels
- 1687–1689: Pietenfeld, Pfarrkirche St. Michael, weitgehender Neubau, Pläne und Bauleitung
- 1687–1689: Pleinfeld, Mautnerhaus
- 1688: Eichstätt, Umgestaltung des Ulmer Hofs zum barocken Stadtpalais
- 1688: Stirn, Pfarrhof; Pfarrkirche, Entwurf
- 1689: Hausen (Greding), Kirche, Langhaus- und Turmerhöhung
- 1690: Eichstätt, Speth’scher Domherrenhof, Walmdachbau mit Eckerker
- 1690–1691: Osterberg, Filialkirche, Umbau
- 1691/1692: Möckenlohe, Pfarrkirche, Turm, Bauleitung
- 1693–1695: Beilngries, Stadtpfarrkirche St. Walburg, Langhaus-Neubau, Bauleitung
- 1694: Eichstätt, Vizedomamt, Barockbau mit Walmdach und polygonalem Eckerker, von Jakob Engel auf Grundlage der Vorgängerbauten von 1634 und 1586 errichtet
- 1694: Schloss Hofstetten, Fürstbischöfliches Jagdschloss, Weiherhausanlage, dreigeschossiger schlichter Dreiflügelbau, wohl von Jakob Engel
- 1694–1696: Untermässing, Pfarrkirche, Umbau, Oberleitung
- 1695: Eichstätt, Willibaldsbrunnen, vierpassförmiges Becken mit Mittelsäule
- um 1695: Eichstätt, Bürgerhaus in der jetzigen Luitpoldstraße 29, Eckbau mit polygonalem Eckerker
- 1696: Greding, Fürstbischöfliches Jagdschloss (zeitweise Finanzamt), barocke zweiflügelige Anlage, zweigeschossig, darüber Mezzaningeschoss, an der Südostecke polygonaler Erkerturm, wohl von Jakob Engel
- 1696: Pleinfeld, Pfarrkirche, Turm, Bauleitung
- 1697/1698: Wettstetten, Pfarrkirche, Pläne und Oberleitung, Pfarrhof, Pläne
- 1698/1699: Gerolfing, Pfarrhof, Plan
- 1698–1703: Eichstätt, Hl. Geist-Spitalkirche, barocker Wandpfeilerbau in baulicher Einheit mit dem viergeschossigen Spitalgebäude
- 1698/1699: Spalt, Pfarrkirche St. Emmeram, Umbau (Plan), Hauptaltar (Entwurf)
- 1699: Burg Nassenfels, Kastnerhaus (heute Ruine)
- 1699: Greding, Rathaus, zweigeschossiger barocker Giebelbau mit Dachreiter, wohl von Jakob Engel
- Ende 17. Jahrhundert: Bechthal, Kath. Filialkirche St. Margaretha, Umbau des Langhauses und Neugestaltung des Turmobergeschosses, vermutlich durch Jakob Engel
- 1700: Abenberg, Pfarrkirche, Plan
- 1701/1702: Neumarkt in der Oberpfalz, Hofkirche, Umbau Langhaus (Pläne, Leitung)
- 1703–1705: Denkendorf, Pfarrkirche St. Laurentius, Pläne
- 1702–1707: Eichstätt, Fürstbischöfliche Residenz (jetzt Landratsamt), an die Südseite des Domes angeschlossene große barocke Dreiflügelanlage, West- und Ostflügel von Jakob Engel
- 1707: Adelschlag, Kirche St. Andreas, Pläne
- 1707: Pfalzpaint, Kath. Filialkirche St. Andreas, Langhaus-Neubau, Erhöhung des Turmes (Pläne)
- 1707: Titting, Fürstbischöfliches Schloss (heute Brauerei Gutmann)
- 1708: Preith, Pfarrkirche, Turm, Entwurf
- 1709/1710: Altendorf bei Mörnsheim, Wallfahrtskirche „Mariä End“, Langhausverlängerung und -erhöhung, Pläne
- 1710: Schlösschen Inching, Landsitz von Eichstätter Domherren, (von Gabriel de Gabrieli 1715–20 um einen Saalbau im zweiten Obergeschoss ergänzt).
- 1710ff.: Pfünz, Fürstbischöfliches Sommerschloss, dreigeschossige Rechteckanlage mit Erkertürmen
- Ohne Datierung: Filialkirche Schernfeld; Glockenturm in Breitenbrunn (Oberpfalz); Konvent und Prälatur der Benediktinerabtei Plankstetten; Pfarr- und Wallfahrtskirche Pettenhofen; Turmabschluss St. Nikolaus Seuversholz; Turmaufbau der Wallfahrtskirche Buchenhüll